# Hans Karl von Ecker und Eckhoffen
Hans Karl (auch: Hans Carl) Freiherr von Ecker und Eckhoffen (auf Berg) (* 26. Dezember 1754 in München; † 22. Juni 1809 in Bamberg) war ein deutscher Adliger, Jurist und Autor und wie sein Bruder  Hans Heinrich ein aktiver Freimaurer und freimaurerischer Schriftsteller.

## Funktionen im öffentlichen Leben
Ecker war Advokat in Hamburg und stand ab 1786 in Diensten des Landgrafen  Karl von Hessen in Schleswig. Er bewegte sich als Gesellschaftsherr im nahen Umfeld des Herzogs Ferdinand von Braunschweig. Nach dem Tode des Herzogs verzog er nach Süddeutschland. Er führte die Titel eines königlich polnischen Kammerherrn, eines herzoglich braunschweig-lüneburgischen Landdrostes und des Kanzlers des St.-Joachims-Ordens.

## Freimaurerei
Ecker gehörte im Jahr 1783 zu den Gründern einer Freimaurerloge mit Namen Zum Flammenden Stern in Hamburg, die besonderes Aufsehen erregte, weil sie als erste Loge im deutschsprachigen Raum Juden aufnahm; sie erfuhr zunächst keine Anerkennung und galt als „Winkelloge“. Ab 1787 führte sie den Namen Ferdinand zum Felsen zu Ehren des Herzogs Ferdinand von Braunschweig, dessen Großloge sie sich angeschlossen hatte, um freimaurerische Anerkennung zu erlangen. Ecker war außerdem Mitglied mehrerer freimaurerischer  Hochgrad-Systeme, insbesondere auch des Ordens der Asiatischen Brüder, den sein Bruder Hans Heinrich ins Leben gerufen hatte; er fungierte als dessen Obermeister, Provinzial-Großmeister und Großstuart.
Als freimaurerischer Schriftsteller wurde er vor allem durch das Schauspiel Der Freimaurer im Gefängnis aus dem Jahr 1782 (das auch ins Französische übertragen wurde) und die Abhandlung Werden und können Israeliten zu Freymäurern aufgenommen werden? aus dem Jahre 1788 wahrgenommen (s. bei Schriften).

## Schriften (Auswahl)
Mit Bezug zur Freimaurerei:
- Klaus Hubert Lobreich v. Plumenoek geoffenbarter Einfluss in das allgemeine Wohl der Staaten der ächten Freymaurerei, aus dem wahren Endzweck ihrer ursprünglichen Stiftung erwiesen; samt dem klar- und deutlichen Unterricht, das wahre Rosenkreuzerische Astralpulver ächt zu bereiten. Amsterdam [i. e. Regensburg] 1777, 2. Aufl. 1780.
- Der Freymaurer im Gefängnis. Originalschauspiel. Hamburg 1878.
- Werden und können Israeliten zu Freymäurern aufgenommen werden? Hamburg 1788 [unter dem Pseudonym C. F. von Boscamp, genannt Losopolzki].
- Anrede an die Brüder am Einweihungstage der Loge Ferdinand zum Felsen in Hamburg, zur Feier des Geburtsfestes Herzogs Ferdinand, gehalten am 12. Januar 1788. Hamburg 1788.

Sonstiges:
- Monomachia oder der Möchenkrieg. Aus dem Polnischen übersetzt. Hamburg 1782.
- Freymüthige Meinungen über die Schrift: Ueber die Gewohnheit Missethäter durch Prediger zur Hinrichtung begleiten zu lassen; allen lieben toleranten und intoleranten Mitmenschen zur Prüfung hingelegt. Hamburg 1784.
- Etât presant de’l ordre equestre Seculier & chapitral de St. Joachim. Hamburg 1787.
- Gesetze und Verfassung des weltlichen Stifts-Ritterorden St. Joachimi. Grünstadt 1787.
- Ueber den weltlichen Stifts-Ritterorden zur Ehre der göttlichen Vorsehung; ein Beytrag zur Beleuchtung des von dem berlinischen Monatsschriftsteller Herrn Doctor Biester geahndeten Katholicismus. 1. u. 2. Heft, Hamburg 1789–1790.
- Ferdinand-Alcides, Herzog von Braunschweig und Lüneburg; von Einem seine Diener. Braunschweig 1793.
- Johann Cicero und Joachim Nestor, Kurfürsten zu Brandenburg. Skizzen zu einem Regentengemählde des VIten und XVIten Jahrhunderts; mit Seitenblicken auf die französischen Revolutionsgeschichte. Berlin 1793.